# Personer i Sverige födda i Australien
Till personer i Sverige födda i Australien räknas personer som är folkbokförda i Sverige och som har sitt ursprung i Australien. Enligt Statistiska centralbyrån fanns det 2017 i Sverige sammanlagt cirka 4 600 personer födda i Australien.

## Historisk utveckling

### Födda i Australien
| Personer i Sverige födda i Australien 1900–2024 | Personer i Sverige födda i Australien 1900–2024 | Personer i Sverige födda i Australien 1900–2024 | Personer i Sverige födda i Australien 1900–2024 | Personer i Sverige födda i Australien 1900–2024 |
| --- | ----------------------------------------------- | ----------------------------------------------- | ----------------------------------------------- | ----------------------------------------------- |
| |                                                 |                                                 |                                                 |                                                 |
| År |                                                 |                                                 | Folkmängd                                       |                                                 |
| 1900 | 1900                                            |                                                 | 55                                              |                                                 |
| 1930 | 1930                                            |                                                 | 53                                              |                                                 |
| 1950 | 1950                                            |                                                 | 82                                              |                                                 |
| 1960 | 1960                                            |                                                 | 179                                             |                                                 |
| 1970 | 1970                                            |                                                 | 464                                             |                                                 |
| 1980 | 1980                                            |                                                 | 804                                             |                                                 |
| 1990 | 1990                                            |                                                 | 1 449                                           |                                                 |
| 2000 | 2000                                            |                                                 | 2 240                                           |                                                 |
| 2001 | 2001                                            |                                                 | 2 387                                           |                                                 |
| 2002 | 2002                                            |                                                 | 2 434                                           |                                                 |
| 2003 | 2003                                            |                                                 | 2 525                                           |                                                 |
| 2004 | 2004                                            |                                                 | 2 594                                           |                                                 |
| 2005 | 2005                                            |                                                 | 2 657                                           |                                                 |
| 2006 | 2006                                            |                                                 | 2 706                                           |                                                 |
| 2007 | 2007                                            |                                                 | 2 793                                           |                                                 |
| 2008 | 2008                                            |                                                 | 2 935                                           |                                                 |
| 2009 | 2009                                            |                                                 | 3 158                                           |                                                 |
| 2010 | 2010                                            |                                                 | 3 369                                           |                                                 |
| 2011 | 2011                                            |                                                 | 3 510                                           |                                                 |
| 2012 | 2012                                            |                                                 | 3 554                                           |                                                 |
| 2013 | 2013                                            |                                                 | 3 708                                           |                                                 |
| 2014 | 2014                                            |                                                 | 3 857                                           |                                                 |
| 2015 | 2015                                            |                                                 | 3 988                                           |                                                 |
| 2016 | 2016                                            |                                                 | 4 266                                           |                                                 |
| 2017 | 2017                                            |                                                 | 4 557                                           |                                                 |
| 2018 | 2018                                            |                                                 | 4 818                                           |                                                 |
| 2019 | 2019                                            |                                                 | 4 962                                           |                                                 |
| 2020 | 2020                                            |                                                 | 5 033                                           |                                                 |
| 2021 | 2021                                            |                                                 | 5 102                                           |                                                 |
| 2022 | 2022                                            |                                                 | 5 270                                           |                                                 |
| 2023 | 2023                                            |                                                 | 5 359                                           |                                                 |
| 2024 | 2024                                            |                                                 | 5 202                                           |                                                 |
| Anm.: Befolkning den 31 december respektive år förutom åren 1960 och 1970 som avser förhållandet den 1 november och år 1980 som avser förhållandet den 15 september. |                                                 |                                                 |                                                 |                                                 |